# Proletari (Krasnodar)
Proletari (del ruso: Пролетарий) es un jútor del raión de Abinsk del krai de Krasnodar en el sur de Rusia. Está situado 7 km al nordeste de Abinsk y 63 km al suroeste de Krasnodar, la capital del krai. Tenía 368 habitantes en 2010
Pertenece al municipio Abínskoye.